# Đoàn nghệ thuật Thần Vận
Đoàn Nghệ thuật Thần Vận là một đoàn biểu diễn nghệ thuật và giải trí được thành lập tại thành phố New York và có trụ sở tại Cuddebackville, Quận Cam, New York, ở Thung lũng Hudson. Họ biểu diễn múa cổ điển Trung Quốc, múa dân tộc và dân gian, và múa theo câu chuyện, với dàn nhạc giao hưởng và biểu diễn solo. "Thần Vận" còn được hiểu là "vẻ đẹp điệu múa của các thiên thần".
Đoàn Nghệ thuật Thần Vận được các học viên Pháp Luân Công tại Hoa Kỳ thành lập vào năm 2006, với sứ mệnh là phục hồi "Tinh hoa văn hóa 5000 năm của Trung Hoa", họ tuyên bố rằng tinh hoa này gần như bị phá hủy kể từ khi cuộc Cách mạng Văn hóa được Đảng Cộng sản Trung Quốc khởi xướng.
Đoàn bao gồm ba nhóm biểu diễn nghệ thuật: Đoàn New York, Đoàn Lưu diễn, và Đoàn quốc tế, với tổng số hơn 200 người biểu diễn. Trong bảy tháng một năm, Đoàn Nghệ thuật Thần Vận đi tua biểu diễn đến hơn 130 thành phố trên khắp châu Âu, Bắc Mỹ, châu Đại Dương và châu Á. Chương trình của Thần Vận được biểu diễn ở nhều nhà hát hàng đầu thế giới, bao gồm Lincoln Center for the Performing Arts ở New York, Royal Festival Hall ở London, Kennedy Center Washington DC, Palais de Congrès. Công ty đã biểu diễn rộng rãi ở Đài Loan, nhưng không được biểu diễn ở Trung Quốc đại lục và ở Hong Kong. Các hoạt động của chương trình và nhân viên sản xuất được đào tạo tại trụ sở chính của Thần Vận ở Cuddebackville, Orange County, New Yorkk.
Những buổi biểu diễn của Thần Vận (Shen Yun) đầy kỹ thuật hào nhoáng và trang phục xa hoa lộng lẫy, diễn viên múa đẹp với màu sắc phông nền 3D sáng tạo và đầy màu sắc tươi sáng. Buổi biểu diễn thường bắt đầu với múa dân gian, dân tộc, các câu chuyện lịch sử sinh động truyền tải những giá trị đạo đức truyền thống, giá trị phổ quát của nhân loại, và vạch trần "cuộc đàn áp" Pháp Luân Công qua những vở múa trong đó tái hiện cảnh sát Trung Quốc đánh đập và tra tấn học viên Pháp Luân Công, sau đó Thần Phật xuất hiện ngăn chặn cái ác, bảo vệ người thiện lương.

## Lịch sử
Để khôi phục và "phục hưng nền văn hóa truyền thống Trung Hoa", một nhóm nghệ sĩ người Hoa ở hải ngoại đã thành lập Đoàn nghệ thuật Thần Vận từ năm 2006 tại Nữu-Ước. Trong sự lưu diễn năm đầu tiên 2007 của đoàn Thần Vận, chỉ có hơn 90 nghệ sĩ tham gia gồm có một đoàn vũ công, một đoàn nhạc hòa tấu, các ca sĩ đơn ca, nhạc sĩ độc tấu, người giới thiệu chương trình và một toán nhân viên phụ trách kỹ thuật.
Chương trình biểu diễn đầu tiên mang tên "Đặc sắc Trung Hoa", "Holiday Wonders", Năm mới huy hoàng Trung Hoa, và "Biểu diễn Nghệ thuật Thần Truyền", nhưng bây giờ công ty biểu diễn với tên "Thần Vận". Tới năm 2009, Thần Vận đã phát triển thành ba đoàn nghệ thuật trình diễn với các giàn nhạc đại hòa tấu có quy mô lớn như nhau. Vào cuối mùa diễn năm 2010 đã có gàn một triệu người đã xem biểu diễn Thần Vận.
Hiện nay, Thần Vận gồm có nhiều nghệ sĩ đã đoạt huy chương khi tranh giải vũ múa và đơn ca quốc tế, hơn nữa các ban nhạc đại hòa tấu của họ cũng bao gồm nhiều nhạc sĩ đến từ những gian nhạc nổi tiếng thế giới và từ các học viện âm nhạc nổi danh.
Sự phát triển nhanh chóng của Biểu diễn Nghệ thuật Thần Vận đã khiến cho họ có thể lưu diễn ở các nơi trên thế giới.

## Nội dung
Hàng năm, chương trình của Thần vận liên tục được tạo mới và biểu diễn trong vòng 2,5 giờ, bao gồm khoảng 20 tiết mục múa cổ điển và múa dân gian Trung Hoa, cũng như các nghệ sĩ hát Opera và các nghệ sĩ độc tấu. Trước mỗi biểu diễn, MC song ngữ giới thiệu về tiết mục kế tiếp bằng tiếng Hoa và các ngôn ngữ khác.

### Vũ Múa

Mỗi công ty lưu diễn bao gồm 60 diễn viên nam và nữ, nhóm vũ múa lớn nhẫn là ở trung tâm sản xuất Thần Vận. Đặc điểm chủ yếu của các chương trình được miêu tả trên website của công ty là "vũ múa cổ truyền Trung Hoa" – một hệ thống vũ múa toàn diện được truyền lại qua hàng ngàn năm và nó được sử dụng rộng rãi trong các kỹ thuật nhào lộn chính xác, các hình thức và tư thế của toàn bộ cơ thể. Thần Vận,
Các tiết mục của Thần Vận dựa trên những câu chuyện từ lịch sử và truyền thuyết Trung Quốc, chẳng hạn như Huyền thoại Mộc Lan, Biểu diễn Nghệ thuật Thần Vận, Tây du ký  và Truyện Thủy Hử. Nó cũng mô tả "câu truyện của Pháp Luân Công ngày nay." Trong thời gian sản xuất năm 2010, lấy ví dụ, ít nhất 2 trong 16 cảnh được miêu tả về "sự đàn áp và diệt chủng Pháp Luân Công" ở Trung Quốc ngày nay, bao gồm việc đánh đập một bà mẹ trẻ cho đến chết và việc bắt các học viên Pháp Luân Công khi họ đi thỉnh nguyện. Ngoài vũ múa cổ truyền Trung Hoa, Thần Vận còn lấy cảm hứng từ tinh thần từ các điệu vũ múa của các nền văn hóa khác như Lô Lô, Mèo, và Mông Cổ.
Thần vận miêu tả vũ múa cổ truyền Trung Hoa bao gồm ba phần cốt lõi: vận, dáng và kỹ năng kỹ thuật Kỹ năng kỹ thuật miêu tả các kỹ thuật vật lý của nhảy, lộn và nhảy giữ nguyên tư thế. Hình thức biểu đạt các động tác tinh tế và tư thế tạo nên vũ múa Trung Hoa. Cuối cùng, vận được miêu tả bởi Thần vận là liên quan tới "tinh thần bên trong... một cái gì đó tương tự như di truyền DNA hay đặc trưng của dân tộc", nó cho phép truyền tải trạng thái cảm xúc của người diễn viên. Biểu diễn Nghệ thuật Thần Vận, Bởi vì "vận" trong vũ múa Trung Hoa cổ truyền liên quan tới văn hóa xã hội, phục hồi những điều đã bị "mất trong quá trình" đại cách mạng văn hóa ở Trung Quốc, theo biên đạo vũ múa của Thần Vận – cô Vina Leesome. Lee liên hệ rằng các diễn viên phải "hoàn thiện giá trị đạo đức" để "truyền đạt sự siêu việt và sự linh thiêng, đó chính là linh hồn của văn hóa truyền thống Trung Hoa".

### Âm nhạc
Vũ múa của Thần Vận có kèm theo một dàn nhạc Tây phương, tích hợp sáo hoàn địch nhạc cụ truyền thống của Trung Quốc, bao gồm cả đàn tỳ bà, sáo hoàn địch, cổ tranh, và nhiều loại nhạc cụ gõ của Trung Hoa. Có màn biểu diễn độ tấu đặc trưng của nhạc cụ Trung Hoa như đàn nhị. Xem kẽ giữa các điệu vũ múa là các tiết mục hát Opera mà đôi khi được gọi là các chủ đề về tâm linh và đạo, liên quan đến đức tin của Pháp Luân Công. Lấy ví dụ về một buổi biểu diễn năm 2007, bao gồm liên quan đến A dục vương, một vị vua cai trị cả bốn châu lục, một vị Phật, người xoay chuyển bánh xe Pháp.
Công ty có được một số nhạc sĩ rất nổi tiếng, trong đó có ba nghệ sĩ: nghệ sĩ sáo Ninh Phương, nghệ sĩ đàn nhị Mai Xuân và giọng nam cao Quan Quý Mẫn, là những người nhận được giải thưởng "Nghệ sĩ biểu diễn hạng nhất quốc gia" từ Bộ văn hóa Trung Quốc. Trước khi gia nhập Thần Vận, nghệ sĩ Quan Quý Mẫn rất nổi tiếng ở Trung Quốc, ca khúc của ông được làm nhạc nền cho hơn 50 bộ phim và chương trình truyền hình. Triệu Kim Ngọc, 
 Liberty Times, ngày 13 tháng 3 năm 2011. Một biểu diễn khác bao gồm nghệ sĩ đọc tấu Nhị Hồ, Hiểu Xuân Khí.

### Trang phục và phông nền
Các diễn viên Thần Vận thường mặc những trang phục tinh xảo, thường kèm theo một loạt các đạo cụ. Một số trang phục được thiết kế theo các trang phục truyền thống khác nhau, trong đó miêu tả các nhân vật triều đại cổ xưa của Trung Hoa, của quân đội, hay các nhân vật trong các câu chuyện cổ  đạo cụ gồm các khăn tay rực rỡ, trống, quạt, đũa, hoặc những chiếc khăn lụa. Sid Smith,, Ngày 28 tháng 2 năm 2008.
Mỗi một cảnh trong Thần Vận được đặt trong một bối cảnh phông nền điện tử rất lớn, thường miêu tả các cảnh đồng cỏ Mông Cổ, cung điện, làng quê cổ xưa, chùa hoặc núi. Meredith Galante. Business Insider. Ngày 11 tháng 1 năm 2012. Các phông nền không phải chỉ là các tĩnh cảnh mà bao gồm các yếu tố chuyển động được tích hợp theo từng cảnh biểu diễn.

### Thông điệp
Những buổi biểu diễn của Thần Vận (Shen Yun) đầy kỹ thuật hào nhoáng và trang phục xa hoa lộng lẫy, diễn viên múa đẹp với màu sắc phông nền 3D sáng tạo và đầy màu sắc tươi sáng. Buổi biểu diễn thường bắt đầu với múa dân gian, dân tộc, các câu chuyện lịch sử sinh động truyền tải những giá trị đạo đức truyền thống, giá trị phổ quát của nhân loại, và vạch trần "cuộc đàn áp" Pháp Luân Công qua những vở múa trong đó tái hiện cảnh sát Trung Quốc đánh đập và tra tấn học viên Pháp Luân Công, sau đó Thần Phật xuất hiện ngăn chặn cái ác, bảo vệ người thiện lương.

## Nghệ sĩ

### Diễn viên chính
| - Angelina Wang - Chelsea Cai - Gu Yun - Steven Wang - Rocky Liao - Hsiao-Hung Lin - Melody Qin - Jialin Chen - Tony Xue - Chad Chen - Nancy Wang - Madeline Lobjois | - Michelle Ren - Tim Wu - Miranda Zhou-Galati - Daoyong Zheng - William Li - Seongho Cha - Alison Chen - Kaidi Wu - Faustina Quach - Alvin Song - Wang Xuejun | - Yungchia Chen - Golden Li - Lily Wang - Jim Chen - Rachael Bastick - Jason Shi - Ophelia Wu - Cindy Liu - Taiwei Wang - Yuxuan Liu |

### Dàn nhạc
| - Yo-yo Fann (violin) - I-Chen Huang (cello) - Yu-Chen Lin (flute) - Hui-Chih Tsai (violin) - Peng Zhang (erhu) - Miao Yin (pipa) - Hsiao-Ch'un Wang (bassoon) | - Jung-Wen Tsai (suona) - Chia-Chi Lin (conductor) - Nika Zhang (violin) - Perry Lee (violin) - Yi-Hsun T'ang (French horn) - Chen-Pei Liao (bamboo flute) - Jenny Ge (flute) - Sheng Yang (oboe) | - Pei-Ju Wang (violin) - Ningfang Chen (flute) - Jing Xuan (pipa) - Yuen-Suo Yang (clarinet) - James Zheng (cello) - Hui-Ching Chen (bass) - Weifeng Jiang (erhu) |

### Nghệ sĩ độc tấu
| - Guan Guimin (tenor) - Yuan Qu (tenor) - Tian Ge (tenor) - Haolan Geng (soprano) | - Pi-Ju Huang (soprano) - Qu Yue (baritone) - Min Jiang (soprano) | - Feng Ming (soprano) - Chia-Ning Hsu (soprano) - Qi Xiaochun (erhu) |

### Biên đạo vũ múa
| - Yungchia Chen - Michelle Ren | - Jinman Li - Wang Xuejun | - Si-Ya Yang |

### Nhà soạn nhạc
| - Yuan Gao | - Junyi Tan | - Jing Xuan |

### Nhạc trưởng
| - Keng-Wei Kuo | - Antonia Joy Wilson | - Milen Nachev |

## Sự thanh toán và quảng bá
Thần Vận tự quảng bá về mình theo "các chương trình biểu diễn về văn hóa truyền thống như: Các bài học về lòng biết ơn, trí huệ và đạo đức được cô đọng từ hàng ngàn năm lịch sử Trung Hoa." Các chương trình quảng bá của công ty miêu tả về sự "hồi sinh nền văn hóa cổ truyền Trung Hoa" sau khi bị tấn công và tàn phá bởi Đảng Cộng sản. Thần Vận được thúc đẩy mạnh ở các thành phố lớn với các áp phích, biển quảng cáo, các tài liệu quảng cáo trên đường phố và trong các doanh nghiệp, cũng như trên các kênh truyền hình và đài phát thanh.
Các biểu diễn Thần Vận thường được tổ chức bởi Phật học Hội Pháp Luân Đại Pháp ở địa phương và được quảng bá bởi các học viên Pháp Luân Đại Pháp, kể cả những người bị đàn áp ở Trung Quốc. Một số nhà báo đã ngạc nhiên về chiến lược quảng bá của các chương trình, mà không phải lúc nào cũng được ghi rõ các nội dung tôn giáo ở các chủ đề biểu diễn.

## Lưu diễn
Công ty Thần vận được thành lập năm 2006 với gần 30 vũ công cung giàn nhạc giao hưởng, các nghệ sĩ độc tấu, giám đốc nghệ thuật và nhân viên sản xuất. Trong suốt mùa lưu diễn năm 2007, công ty tạo ra được 32 buổi biểu diễn và có gần 200,000 người xem. Kể từ mùa lưu diễn đầu tiên, công ty đã mở rộng thành 3 công ty lớn với hàng chục vũ công, các nghệ sĩ độc tấu và các giàn nhạc giao hưởng. Các công ty lưu diễn bảy 7 tháng mỗi năm, ở hơn 130 thành phố trên toàn thế giới. Các chương trình của công ty được lưu diễn trải dài Bắc Mỹ, châu Âu, châu Á, châu Úc tới châu Mỹ. Và nhiều địa điểm nổi tiếng như nhà hát London Colosseum ở London, Anh Quốc; Palaise de Congres ở Paris; Trung tâm nhà hát Opera Kennedy ở Washington DC; và nhà hát David H. Koch ở New York's Lincoln Center. Theo thống kê chương trình biểu diễn của Thần Vận năm 2010, ước tính có khoảng 1,000,000 người đã xem các chương trình biểu diễn trên toàn thế giới.
Mặc dù lưu diễn tới năm châu lục, nhưng Thần Vận không được lưu diễn ở Trung Quốc đại lục. Hơn nữa, Chính Quyền Trung Quốc đã cố gắng can thiệp để hủy các buổi lưu diễn quốc tế của Thần Vận thông qua áp lực chính trị, đại sứ quán ở nước ngoài, các cơ quan lãnh sự, mật vụ và hội sinh viên Trung Quốc ở nước ngoài.,, ngày 17 tháng 11 năm 2010, ngày 17 tháng 11 năm 2010,, ngày 17 tháng 11 năm 2010, các nhà ngoại giao của Trung Quốc cũng đã gửi những lá thư tới các giới chức lãnh đạo ở Phương Tây để họ không tới tham dự hoặc không hỗ trợ thực hiện buổi biểu diễn, lời lẽ họ miêu tả giống như đang "tuyên truyền" để làm "xấu hình ảnh Trung Quốc." </ref> Tổng công ty phát thanh truyền hình Canada,ngày 17 tháng 1 năm 2007.</ref>
Các thành viên của cơ quan tư vấn chính trị cao cấp của Đảng Cộng sản Trung Quốc đã bày tỏ mối quan ngại vì các đoàn nghệ thuật được nhà nước tài trợ không thể cạnh tranh với sự nổi tiếng của Thần Vận. Các đại diện của Thần Vận nói rằng sự chống đổi của Chính phủ Trung Quốc đối với các buổi biểu diễn xuất phát từ sự miêu tả áp bức chính trị thực tế ở Trung Quốc, cũng như bao gồm sự thể hiện của văn hóa truyền thống Trung Quốc đã bị Chính quyền Cộng sản cố gắng xóa bỏ
Thần Vận đã được dự kiến biểu diễn ở Hong Kong vào tháng 1 năm 2012, nhưng buổi biểu diễn đã bị hủy bỏ sau một quyết định gây tranh cãi bởi chính phủ Hong Kong từ chối cấp thị thực nhập cảnh cho đoàn diễn Thần Vận. Quyết định được thay đổi ngược lại vào tháng 3 năm đó, nhưng công ty Thần Vận vẫn chưa trở lại.

### Những màn biểu diễn đặc biệt
Vào tháng 10 năm 2012, Giàn nhạc giao hưởng Thần Vận lần đầu tiên biểu diễn ở Carnegie Hall, New York. Các biểu diễn tiếp theo ở các nhà hát Milen Nachev, Keng-Wei Kuo, Antonia Joy Wilson, và chương trình bao gồm cả những tác phẩm cổ điển như Beethoven's Egmont Overture và Antonio Vivaldi's Concerto ở C Major, cũng như bao gồm tổ hợp của các nhạc cụ Đông và Tây phương.
Công ty cũng thực hiện một chương trình đặc biệt cho Học viện kỹ thuật quân sự điểm tây Hoa vào ngày 16 tháng 10 năm 2010.

## Đón nhận
Bà Paula Citron, nhà phê bình sân khấu Globe and Mail của Canada nói rằng "các giá trị sản xuất của các trang phục và các hiệu ứng kịch trường là rất lớn, những người biểu diễn rất đẹp và có kỷ luật rất cao. " Một nhà Phê bình cho Chicago Tribune nhận xét rằng các diễn viên nữ " thanh nhã, nhanh nhẹn và kỹ năng của họ bao gồm sự thuần thục kỹ năng truyền thống bậc thầy, chẳng hạn như múa quạt truyền thống."
Ông Joel Markowitz của nhà hát DC Theatre Scene đã miêu tả giọng nam cao Quan Quý Mẫn giống như Beniamino Gigli, "với giọng ca huy hoàng ngọt ngào trên sự dao động tinh tế và trong, hát với một cảm xúc tuyệt vời" Một nhà phê bình với Philadelphia City Paper nhận xét về cách "kết hợp các nhạc cụ và âm sắc của Tây phương với các nhạc cụ truyền thống của Trung Hoa, đàn nhị chơi liền mạch cùng với các nhạc cụ truyền thống."
Vào năm 2008, ông Song, Giám đốc Sân khấu người Trung Hoa Lục Địa nhận xét: "Tôi cảm thấy rằng đây là một diễn xuất rất thanh khiết, thật nguyên thủy. Sự thanh khiết này phát ra từ thân hình của các nghệ sĩ. Tôi có thể cảm nhận được niềm vui đến từ linh hồn của mỗi vũ công. Trái tim của họ rất hòa với nhau, và hoàn toàn không bị ảnh hưởng bất kỳ pha trộn từ Lục địa [Trung Quốc]," ông Song cho biết, "Không chỉ vậy, nhưng nghệ thuật của họ còn để lại một với một cảm giác lâu dài thật là tuyệt vời." 
Công chúa Ying Sita của Miến Điện tham dự diễn xuất hàng đầu của Shen Yun tại Lincoln Center, vào ngày 18 tháng Tư đã nhận xét: "Tôi nghĩ rằng đây là một điều có tính cách toàn cầu," cô nói sau buổi diễn, "Nó có mặt khắp nơi. Vô cùng đáng yêu... Tôi nghĩ rằng tất cả các nơi trên thế giới, nó sẽ rất phổ biến."
Ngược lại, vào năm 2008, phóng viên Susan Walker của tờ báo của CanadaThe Toronto Star chỉ cho chương trình đạt điểm 1,5/4 sao, và mô tả chương trình là "ngoạn mục khô khan" Các miêu tả về tôn giáo và đàn áp chính trị ở Trung Quốc cũng thu hút sự chú ý của các nhà phân tích tổng hợp và các khán giả. Giám đốc sản xuất Thần Vận giải thích rằng trong hầu hết buổi biểu diễn không đề cập đến đàn áp, những cảnh diễn đều là để "nâng cao đạo đức tinh thần, ca ngợi và thúc đẩy các giá trị đạo đức: Chân, Thiện, Nhẫn bởi Pháp Luân Công" Mặc dù một số người nhận xét đã ca ngợi nghệ thuật và thông điệp từ những tác phẩm, Đến năm 2011,Các nhà quan sát ở New York khẳng định rằng chương trình ở nhà hát Lincoln Center đã nhận được "đánh giá rất cao"